# Juncus brevicaudatus
Juncus brevicaudatus là một loài thực vật có hoa trong họ Juncaceae. Loài này được (Engelm.) Fernald mô tả khoa học đầu tiên năm 1904.